# Notocera tuberosa
Notocera tuberosa är en insektsart som beskrevs av Leon Fairmaire. Notocera tuberosa ingår i släktet Notocera och familjen hornstritar. Inga underarter finns listade i Catalogue of Life.